# Gonocausta voralis
Gonocausta voralis là một loài bướm đêm trong họ Crambidae.